# مطالب السؤول
مطالب السؤول فی مناقب آل الرسول کتابی است که توسط کمال الدین محمد بن طلحه الشافعی قرشی عدوی نصیبی، (۵۸۲—۶۵۲ ق) به زبان عربی نوشته شده‌است.
در این کتاب نویسنده سنی مذهب آن به سرگذشتنامه و فضایل امامان شیعه پرداخته‌است.
بخشی از کتاب به عنوان نمونه:
- دربارهٔ علی بن ابی‌طالب[۲]

- دربارهٔ محمد باقر[۳]

«او شکافنده علم و جمع‌کننده آن، و برافرازنده پرچم علم بود که آن را بالا برد. کسی که قلبش باصفا و عملش تزکیه شده و نفسش پاک و اخلاقش باشرف بود. تمام اوقاتش به طاعت خدا مشغول و در مقام تقوا ثابت قدم بود…»
«هو باقر العلم و جامعه و شاهر علمه و رافعه و متفوق دره و راضعه و منمق دره و راصعه، صفا قلبه و زکا عمله و طهرت نفسه و شرفت اخلاقه و عمرت بطاعه اللّه أوقاته، و رسخت فی مقام التقوی قدمه و …»